# Dosithée de Jérusalem
Dosithée de Jérusalem (en grec : Δοσίθεος από Ιεροσολύμων) est patriarche de Jérusalem d'avant 1187 à 1189 et patriarche de Constantinople de 1189 à 1191.

## Biographie
Dosithée, patriarche orthodoxe de Jérusalem depuis avant 1187, est un ami personnel de l'empereur Isaac II Ange. Par la faveur de l'empereur, il est nommé patriarche de Constantinople en février 1189 après la déposition de Nicétas II Mountanès, mais il ne peut se maintenir sur son siège que 9 jours avant de céder la place à Léonce le Théotokite.
Il est de nouveau investi fin septembre ou début octobre 1189. Les évêques, menés par Théodore IV, patriarche d'Antioche, qui ambitionnait le siège, le déclarent intrus. Malgré le soutien de l'empereur et bien qu'il ait cédé son siège de Jérusalem à la fin de l'année 1189 à Marc II, Dosithée doit se démettre devant les protestations du clergé et du peuple le 3/10 septembre 1191, avant d'être rétabli à Jérusalem.